# Hapalopus formosus
Hapalopus formosus är en spindelart som beskrevs av Anton Ausserer 1875. Hapalopus formosus ingår i släktet Hapalopus och familjen fågelspindlar.
Artens utbredningsområde är Colombia. Inga underarter finns listade i Catalogue of Life.